# Велетень (село)
Ве́летень (до 2024 року — Першотравне́ве) — село в Україні, у Зміївській міській громаді Чугуївського району Харківської області. Населення становить 2205 осіб. До 2020 орган місцевого самоврядування — Бірківська сільська рада.

## Географія
Село Велетень знаходиться за 7 км від річки Мжа (правий берег), на відстані 3 км розташовані села Бірочок Другий, Джгун, Гришківка, Вилівка. Через село проходить залізниця, станція Спасів Скит, і автомобільна дорога Т 2107. До села примикає лісовий масив (сосна, дуб).

## Історія

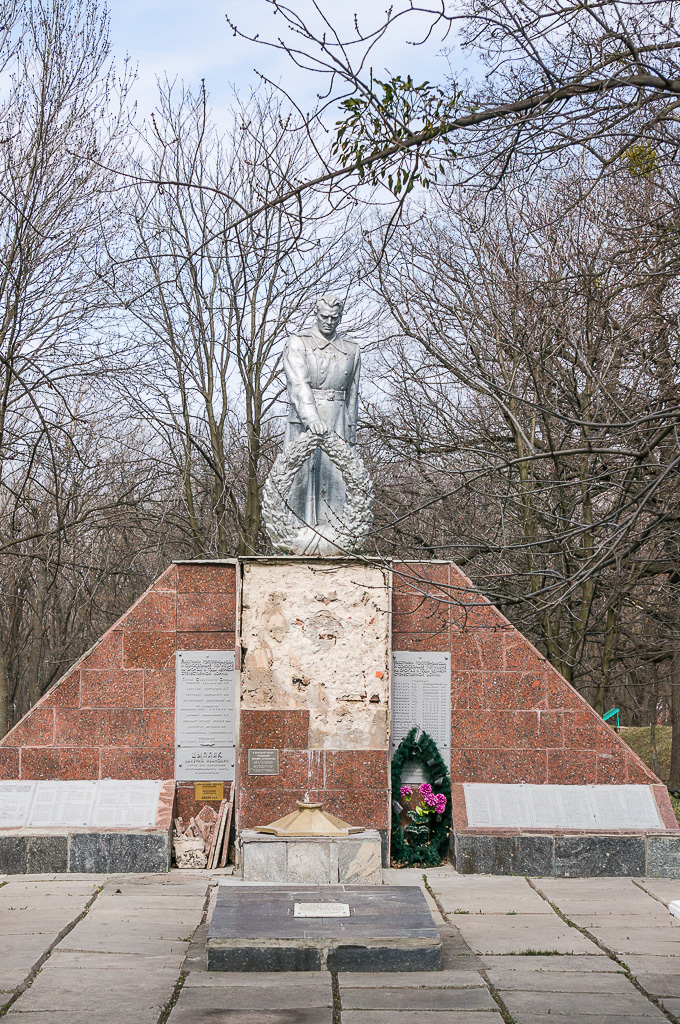
Братська могила та пам'ятний знак воїнам-односельчанам. Поховано 244 воїни

17 (29) жовтня 1888 р. — Аварія імператорського потяга Олександра III.
Село постраждало внаслідок геноциду українського народу, проведеного урядом СССР в 1932—1933 роках, кількість встановлених жертв — 60 людей.
В 2010 році постановою Харківської обласної ради селище Першотравневе стало селом.
12 червня 2020 року, відповідно до Розпорядження Кабінету Міністрів України  № 725-р «Про визначення адміністративних центрів та затвердження територій територіальних громад Харківської області», увійшло до складу Зміївської міської громади.
19 липня 2020 року, в результаті адміністративно-територіальної реформи та ліквідації Зміївського району, село увійшло до складу Чугуївського району Харківської області.
19 вересня 2024 року Верховна Рада підтримала перейменування села Першотравневе на Велетень. 26 вересня 2024 року перейменування набуло чинності.

## Населення

### Мова
Розподіл населення за рідною мовою за даними :
| Мова            | Кількість | Відсоток |
| --------------- | --------- | -------- |
| українська      | 1938      | 87.89%   |
| російська       | 255       | 11.56%   |
| білоруська      | 11        | 0.50%    |
| інші/не вказали | 1         | 0.05%    |
| Усього          | 2205      | 100%     |

## Економіка
- Молочно-товарна ферма.
- ВАТ «Племінний завод» Червоний велетень"«[7].

## Об'єкти соціальної сфери
- Дитячий садок.
- Школа.

## Релігія
- Каплиця Спаса Нерукотворного образу — відновлена на місці аварії імператорського потяга[8].

## Відомі люди

### Народилися
- Лозова Валентина Іванівна — український педагог, фахівець з проблем дидактики, доктор педагогічних наук, професор, член-кореспондент Національної академії педагогічних наук України, заслужений діяч науки і техніки України.